# ستيفن كاميرون
ستيفن كاميرون (بالإنجليزية: Stephen V. Cameron)‏ هو اقتصادي ومؤلف أمريكي، ولد في القرن العشرين.

## وصلات خارجية
- الموقع الرسمي